# قائمة زملاء الجمعية الملكية المنتخبين في 1916
هذه الصفحة تعرض قائمة زملاء الجمعية الملكية المُنتخبين لعام 1916.None

## الزملاء
- Henry Woods (geologist) [الإنجليزية]‏
- Ernest George Coker [الإنجليزية]‏
- John Alexander MacWilliam [الإنجليزية]‏
- جون إيدنسور ليتلوود
- جيمس آرثر بولوك
- Cresswell Shearer [الإنجليزية]‏
- Alexander McKenzie (chemist) [الإنجليزية]‏
- دارسي وينتوورث طومسون
- Henry Harold Welch Pearson [الإنجليزية]‏
- William Robert Bousfield [الإنجليزية]‏
- Leonard Rogers [الإنجليزية]‏

## الأعضاء الأجانب
- Boris Borisovich Golitsyn [الإنجليزية]‏
- جون هيورت
- هايك كامرلينغ أونس
- شارل لافران